# Alexandr Radulov
Alexandr Valerjevič Radulov (* 5. července 1986 Nižnij Tagil) je ruský hokejový útočník hrající v týmu Lokomotiv Jaroslavl v ruské KHL.

## Kariéra

### Juniorská kariéra
Radulov začal hrát v Severní Americe v sezóně 2004-05, poté co byl vybrán v CHL Import draftu 2004 týmem Quebec Remparts z Quebec Maritimes Junior Hockey League. Ve své první sezóně v tomto klubu skončil na 3. místě v týmovém bodování za Joshem Hennessym a Karlem Gagném.
V následující sezóně se stal dominantním hráčem ligy QMJHL. V první polovině sezóny vytvořil s nováčkem Angelem Espositem velmi produktivní duo. 28. října 2005 vytvořil nový rekord ligy, když vstřelil v zápase proti Drummondville Voltigeurs 6 gólů a pomohl tím k vítězství 11:3. 19. března 2006 vytvořil rekord Memorial cupu, když dal v jednom zápase 7 gólů.
Radulov také překonal klubový rekord Remparts v počtu zápasů ve kterých nepřetržitě bodoval s 50 zápasy a překonal tak 28 zápasů Érica Chouinarda ze sezóny 1999-00. V lize se s tímto výsledkem dostal na druhé místo v historii QMJHL za Maria Lemieuxe, který bodoval v 62 po sobě jdoucích zápasech.
Radulov vyhrál bodování QMJHL a CHL sezóny 2005-06 se 152 body, což byl nový rekord Québecu Remparts a překonal tak Simona Gagného ze sezóny 1998-99. Také překonal týmové rekordy Érica Chouinarda v počtu vstřelených branek a Wese Scanzana v počtu asistencí.
V playoff QMJHL 2006 vyhrál kanadské bodování s 55 body. Radulov, tak zůstal dva body za rekordem Simona Gamacheho ze sezóny 2000-01.
V roce 2006 vyhrál s týmem Remparts ceněný Memorial Cup, k čemuž dopomohl 9 body ve 4 zápasech a získal Stafford Smythe Memorial Trophy pro nejlepšího hráče Memorial Cupu.
Na Radulovovu počest vyřadil tým Québec Remparts dres s číslem 22.

### Nashville Predators
V draftu NHL 2004 byl vybrán týmem Nashville Predators v 1. kole na 15. místě celkově.
9. ledna 2006 podepsal s Predators tříletý kontrakt. Profesionální kariéru začal v lize American Hockey League, v týmu Milwaukee Admirals. 21. října 2006 debutoval v NHL, poté co byl v AHL vyhlášen hráčem týdne, proti Vancouveru Canucks a hrál v něm 7 minut a dostal jeden menší trest. Svůj první gól v NHL dal 26. října 2006 proti San Jose Sharks. Poté byl poslán zpět na farmu do Milwaukee a 21. listopadu povolán zpět do Nashvillu, kde odehrál zbytek sezóny. V druhém zápase prvního kola playoff Radulov nehrál kvůli trestu, který dostal za tvrdý bodyček zezadu na útočníka Steva Berniera ze San Jose Sharks.
11. července 2008 podepsal Radulov tříletý kontrakt s ruským týmem Salavat Julajev Ufa hrajícím Kontinentální hokejovou ligu, ačkoliv měl v Nashvillu smlouvu ještě na jednu sezónu. Poté následovala soudní pře a Radulovovi byla na 14 dní pozastavena možnost reprezentovat. Radulovova smlouva byla nakonec zrušena s tím, že Nashville Predators nevypláceli Radulovovi další peníze. 20.3 2012 Radulov oznámil, že v Rusku končí a vrací se do Nashvillu Predators, kde však nedohrál ani playoff a kvůli nedisciplinovanosti byl vyřazen z týmu. Po sezóně se vrátil do KHL, kde podepsal smlouvu s CSKA Moskva.

## Individuální úspěchy
- 2004-05 - QMJHL All-Star Team.
- 2005-06 - 1. All-Star Team CHL.
- 2006 - All-Star Team Memorial Cupu CHL.
- 2006 - Stafford Smythe Memorial Trophy.
- 2005-06 - CHL Player of the Year.
- 2005-06 - CHL Top Scorer Award.
- 2005-06 - 1. All-Star Team QMJHL.
- 2005-06 - Jean Béliveau Trophy.
- 2005-06 - Michel Brière Memorial Trophy.
- 2007 - Hrál v NHL YoungStars Game.
- 2009 - Hrál v Utkání hvězd KHL.
- 2010 - Hrál v Utkání hvězd KHL.
- 2009-10 - KHL All-Star Team.
- 2009-10 - Zlatá hokejka (KHL).
- 2009-10 - Zlatá přilba (KHL)
- 2010-11 - Sekundová trofej (KHL)
- 2010-11 - Nejproduktivnější hráč (KHL)
- 2010-11 - Nejužitečnější hráč (KHL)
- 2010-11 - Zlatá hokejka (KHL).
- 2010-11 - Zlatá přilba (KHL)

## Týmové úspěchy
- 2004 - Zlatá medaile na MS do 18 let.
- 2005 - Stříbrná medaile na MS juniorů.
- 2006 - Vítěz Memorial Cupu CHL.
- 2005-06 - Získal Luc Robitaille Trophy.
- 2006 - Stříbrná medaile na MS juniorů.
- 2007 - Bronzová medaile na MS.
- 2008 - Zlatá medaile na MS.
- 2009 - Zlatá medaile na MS.

## Klubové statistiky
| Sezona      | Klub                | Soutěž      | Základní část | Základní část | Základní část | Základní část | Základní část | Play off | Play off | Play off | Play off | Play off |
| Sezona      | Klub                | Soutěž      | Z             | G             | A             | B             | TM            | Z        | G        | A        | B        | TM       |
| ----------- | ------------------- | ----------- | ------------- | ------------- | ------------- | ------------- | ------------- | -------- | -------- | -------- | -------- | -------- |
| 2003–04     | OHK Dynamo Moskva   | RSL         | 1             | 0             | 0             | 0             | 2             | —        | —        | —        | —        | —        |
| 2004–05     | Quebec Remparts     | QMJHL       | 65            | 32            | 43            | 75            | 64            | 13       | 6        | 5        | 11       | 15       |
| 2005–06     | Quebec Remparts     | QMJHL       | 62            | 61            | 91            | 152           | 101           | 23       | 21       | 34       | 55       | 30       |
| 2006–07     | Milwaukee Admirals  | AHL         | 11            | 6             | 12            | 18            | 26            | —        | —        | —        | —        | —        |
| 2006–07     | Nashville Predators | NHL         | 64            | 18            | 19            | 37            | 26            | 4        | 3        | 1        | 4        | 19       |
| 2007–08     | Nashville Predators | NHL         | 81            | 26            | 32            | 58            | 44            | 6        | 2        | 2        | 4        | 6        |
| 2008–09     | Salavat Julajev Ufa | KHL         | 52            | 22            | 26            | 48            | 92            | 4        | 0        | 2        | 2        | 4        |
| 2009–10     | Salavat Julajev Ufa | KHL         | 54            | 24            | 39            | 63            | 62            | 16       | 8        | 11       | 19       | 10       |
| 2010–11     | Salavat Julajev Ufa | KHL         | 54            | 20            | 60            | 80            | 83            | 21       | 3        | 15       | 18       | 42       |
| 2011–12     | Salavat Julajev Ufa | KHL         | 50            | 25            | 38            | 63            | 64            | 6        | 0        | 6        | 6        | 2        |
| 2011–12     | Nashville Predators | NHL         | 9             | 3             | 4             | 7             | 4             | 8        | 1        | 5        | 6        | 4        |
| 2012–13     | CSKA Moskva         | KHL         | 48            | 22            | 46            | 68            | 86            | 9        | 1        | 7        | 8        | 0        |
| 2013‑14     | CSKA Moskva         | KHL         | 34            | 9             | 25            | 34            | 75            | —        | —        | —        | —        | —        |
| 2014‑15     | CSKA Moskva         | KHL         | 46            | 24            | 47            | 71            | 143           | 16       | 8        | 13       | 21       | 20       |
| 2015‑16     | CSKA Moskva         | KHL         | 53            | 23            | 42            | 65            | 73            | 20       | 4        | 12       | 16       | 26       |
| 2016‑17     | Montreal Canadiens  | NHL         | 76            | 18            | 36            | 54            | 62            | 6        | 2        | 5        | 7        | 6        |
| 2017/18     | Dallas Stars        | NHL         | 82            | 27            | 45            | 72            | 72            | —        | —        | —        | —        | —        |
| 2018/19     | Dallas Stars        | NHL         | 70            | 29            | 43            | 72            | 54            | 13       | 5        | 5        | 10       | 8        |
| 2019/20     | Dallas Stars        | NHL         | 60            | 15            | 19            | 34            | 46            | 27       | 8        | 10       | 18       | 24       |
| 2020/21     | Dallas Stars        | NHL         | 11            | 4             | 8             | 12            | 6             | —        | —        | —        | —        | —        |
| 2021/22     | Dallas Stars        | NHL         | 71            | 4             | 18            | 22            | 30            | 3        | 0        | 0        | 0        | 0        |
| 2022/23     | Ak Bars Kazaň       | KHL         |               |               |               |               |               |          |          |          |          |          |
| NHL celkově | NHL celkově         | NHL celkově | 524           | 144           | 224           | 368           | 344           | 67       | 21       | 28       | 49       | 67       |
| KHL celkově | KHL celkově         | KHL celkově | 391           | 169           | 323           | 492           | 678           | 92       | 24       | 66       | 90       | 104      |

### Reprezentační statistiky
| 2004                   | Rusko                  | MS 18'                 | 6  | 2  | 5  | 7  | 2  |
| 2005                   | Rusko                  | MSJ                    | 6  | 2  | 1  | 3  | 4  |
| 2006                   | Rusko                  | MSJ                    | 6  | 1  | 3  | 4  | 4  |
| Juniorská reprezentace | Juniorská reprezentace | Juniorská reprezentace | 18 | 5  | 9  | 14 | 10 |
| 2007                   | Rusko                  | MS                     | 9  | 2  | 0  | 2  | 6  |
| 2008                   | Rusko                  | MS                     | 6  | 0  | 3  | 3  | 2  |
| 2009                   | Rusko                  | MS                     | 9  | 4  | 6  | 10 | 10 |
| 2010                   | Rusko                  | ZOH                    | 4  | 1  | 1  | 2  | 4  |
| 2011                   | Rusko                  | MS                     | 9  | 2  | 5  | 7  | 6  |
| 2013                   | Rusko                  | MS                     | 8  | 5  | 5  | 10 | 4  |
| Seniorská reprezentace | Seniorská reprezentace | Seniorská reprezentace | 45 | 14 | 19 | 34 | 32 |